# لیگ باشگاه های فوتبال کافا
لیگ باشگاه های فوتبال آسیای مرکزی(کافا)،(به زبان انگلیسی: AFC Central Asia Club League) یک‌ رقابت سالانه فوتبال باشگاهی قاره ای است که از سال ۲۰۲۵ توسط کنفدراسیون فوتبال آسیا میان کشورهای آسیای مرکزی برگزار خواهد شد.